# Tatuajes de Mike Tyson
Los tatuajes de Mike Tyson se refieren a los cuatro tatuajes del exboxeador estadounidense Mike Tyson, que han recibido mucha atención. Tres, retratos del tenista Arthur Ashe, el revolucionario marxista Che Guevara y el líder comunista chino Mao Zedong, son tatuajes de prisión que recibió a principios de la década de 1990, lo que refleja el respeto de Tyson por los tres hombres. El cuarto, un tatuaje facial influenciado por el estilo maorí tā moko, fue diseñado y entintado por S. Victor Whitmill en 2003. Tyson lo asocia con que los maoríes son guerreros y lo ha llamado su «tatuaje de guerrero», un nombre que también se ha utilizado en los medios de comunicación.
El tatuaje facial de Tyson rápidamente se convirtió en un ícono y se ha asociado fuertemente con él. Su influencia maorí ha sido controvertida y ha provocado reclamos de apropiación cultural. En 2011, Whitmill presentó una demanda por derechos de autor contra Warner Bros. por usar el diseño en el personaje Stu Price en The Hangover Part II. Después de los comentarios iniciales de la jueza Catherine D. Perry negando una medida cautelar pero afirmando que los tatuajes tienen derechos de autor (un asunto que nunca se ha resuelto por completo en los Estados Unidos), Whitmill y Warner Bros. acordaron términos no revelados, sin interrumpir el lanzamiento del película. La acción legal renovó los reclamos de apropiación cultural pero también vio a algunos artistas tā moko maoríes defender a Whitmill. Los estudiosos del derecho han destacado cómo el caso yuxtapone las actitudes maorí y angloestadounidense sobre la propiedad de imágenes.

## Retratos de Ashe, Guevara y Mao

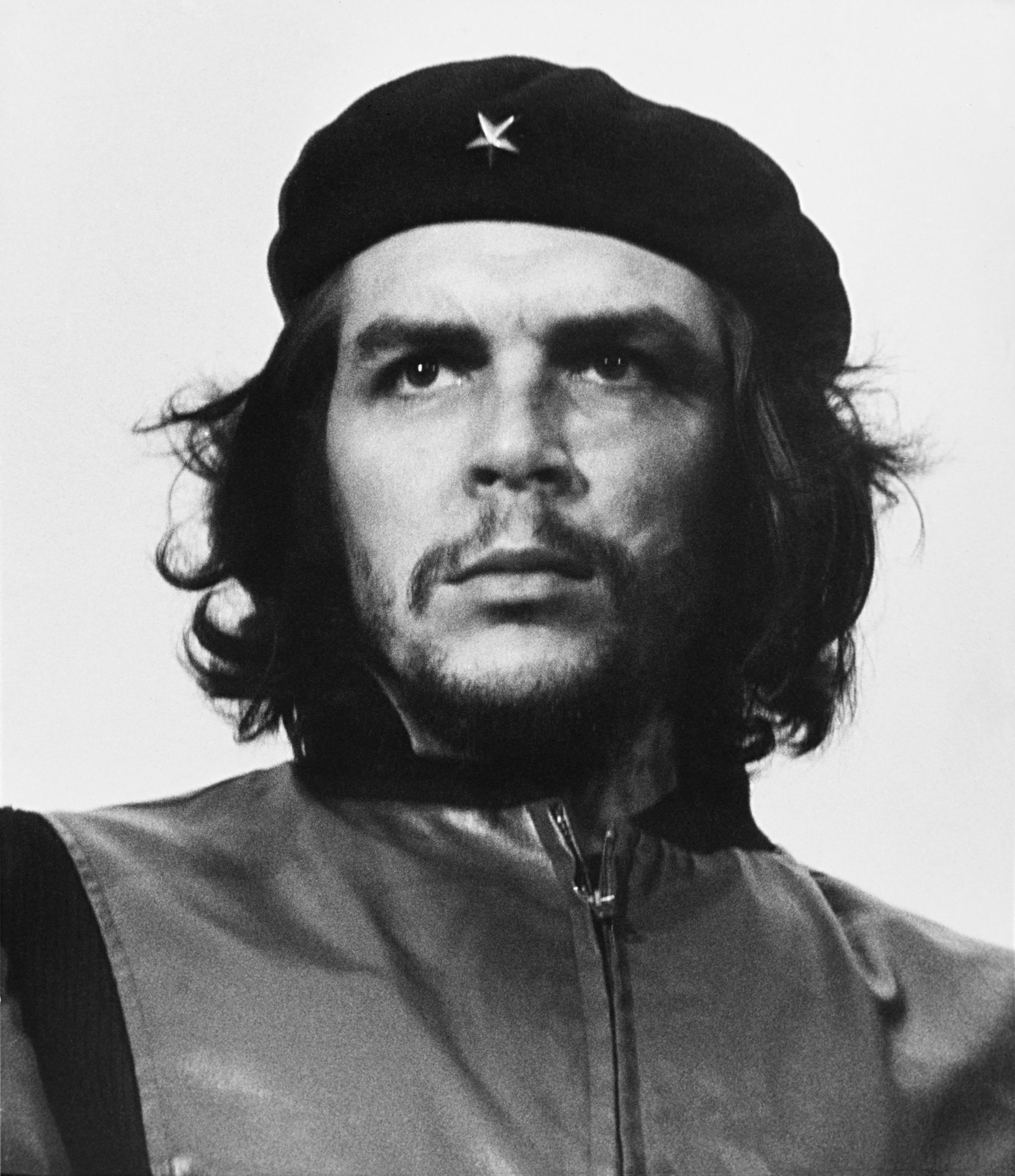
El tatuaje de Tyson del Che Guevara se deriva de la fotografía Guerrillero Heroico de Alberto Korda.

De 1992 a 1995, mientras estaba en prisión por violación, Tyson leyó una gran cantidad de libros, incluidas obras del líder comunista chino Mao Zedong. Spike Lee le envió a Tyson una copia de las memorias del lecho de muerte del tenista Arthur Ashe, Days of Grace. Tyson se sintió conmovido por el libro y respetó la capacidad de Ashe de no confrontar, y admiró sus puntos de vista políticos y su éxito como atleta negro en un mundo dominado por blancos. Tyson se hizo tatuajes en la prisión de ambos hombres en su bíceps: un retrato de Mao, con la leyenda «Mao» en mayúsculas, a la izquierda; un retrato de Ashe debajo de las palabras «Days of Grace» a la derecha. Gerald Early considera que los tatuajes de Mao y Ashe juntos «simbolizan [el] nuevo autocontrol [de Tyson] y su revisión del estilo negro», con Mao representando fuerza y autoridad.
Tyson eligió tatuajes de Mao y el revolucionario marxista Che Guevara para reflejar su ira contra la sociedad y el gobierno mientras estaba en prisión. El tatuaje de Guevara, ubicado en el lado izquierdo del abdomen de Tyson, se deriva de la icónica fotografía Guerrillero Heroico de Alberto Korda. En Tyson, Tyson se jacta de que el tatuaje es anterior a la mercantilización generalizada de la imagen de Guevara. Tyson mantuvo opiniones positivas de ambos revolucionarios después de salir de prisión: en 1999 describió a Guevara como «Alguien que tenía tanto pero lo sacrificó todo en beneficio de otras personas». En 2006 visitó el Mausoleo de Mao Zedong y dijo que «se sentía realmente insignificante» en presencia del cuerpo de Mao.

## Tatuaje facial

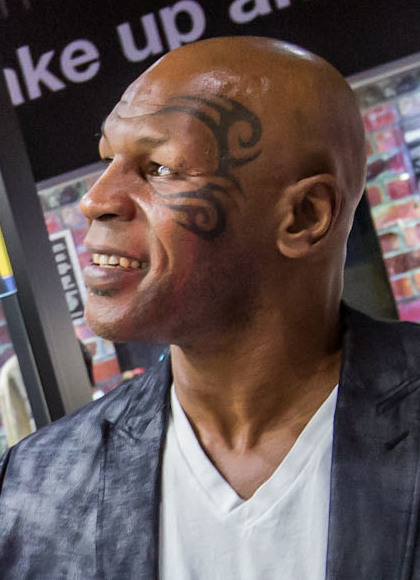
Tatuaje facial de Tyson, fotografiado en 2013.

Tyson se hizo un tatuaje en la cara del artista S. Victor Whitmill de Las Vegas, Nevada, poco antes de la pelea de Tyson en 2003 con Clifford Etienne, que sería su victoria número 50 y última. Tyson originalmente quería corazones, pero, según Tyson, Whitmill se negó y trabajó durante unos días en un nuevo diseño. Whitmill propuso un diseño tribal, inspirado en tā moko, un estilo de tatuaje maorí reservado para aquellos de alto estatus. El diseño no se basa en ningún moko específico. Tyson vio el tatuaje como una representación de los maoríes, a quienes describió como una «tribu guerrera», y aprobó el diseño, que consiste en formas espirales monocromáticas por encima y por debajo de su ojo izquierdo. Según Tyson, fue su idea usar dos figuras curvas en lugar de una.
El tatuaje llamó mucho la atención antes de la pelea. Tyson se tomó un tiempo libre del entrenamiento para conseguirlo, lo que el entrenador Jeff Fenech diría más tarde que fue un factor que contribuyó a que la pelea se reprogramara una semana. Los expertos, incluido el dermatólogo Robert A. Weiss, expresaron su preocupación por el boxeo de Tyson mientras el tatuaje sanaba; Etienne dijo que no iría tras el tatuaje. (Tyson finalmente noqueó a Etienne en menos de un minuto). El trabajo, al que Tyson, y otros, se han referido como su «tatuaje de guerrero», también fue criticado desde el principio por activistas maoríes que lo vieron como apropiación cultural.
Rachael A. Carmen et al. en Review of General Psychology postula que el tatuaje facial de Tyson puede ser un ejemplo de «ornamentación corporal como forma de intimidación». Charlie Connell y Edmund Sullivan en Inked lo describen como «instantáneamente icónico». Su prominencia ha aumentado con el tiempo, con la ayuda de Tyson y la comedia de 2009 The Hangover, en la que Tyson aparece como una versión ficticia de sí mismo. El tatuaje se ha asociado fuertemente con Tyson y ha hecho que su personalidad sea más distintiva.

### Demanda por derechos de autor deThe Hangover Part II
Cuando Tyson se hizo el tatuaje facial, acordó por escrito que todos los dibujos, obras de arte y fotografías del mismo pertenecían a Whitmill. En la secuela de The Hangover de 2011, The Hangover Part II, el personaje Stu Price tiene un tatuaje en la cara casi idéntico al de Tyson. Después de ver un cartel que mostraba al Stu tatuado, Whitmill demandó a Warner Bros. en virtud de la Ley de los Derechos de Autor de 1976 el 28 de abril de 2011, buscando prohibirles usar el tatuaje en la película o sus materiales promocionales. Al describir el tatuaje facial como «uno de los tatuajes más distintivos de la nación», Whitmill no cuestionó «el derecho de Tyson a usar o controlar su identidad», pero sí cuestionó a Warner Bros. el uso del diseño mismo, sin haberle pedido permiso o haberle dado crédito. Warner Bros. reconoció que los tatuajes eran similares, pero negó que el suyo fuera una copia y, además, argumentó que «los tatuajes en la piel no tienen derechos de autor». La cuestión de la propiedad intelectual de un tatuaje nunca había sido determinada por la Corte Suprema de los Estados Unidos. Warner Bros. también dijo que, al permitirles usar su imagen y no objetar el elemento de la trama en The Hangover Part II, Tyson les había dado una licencia implícita.

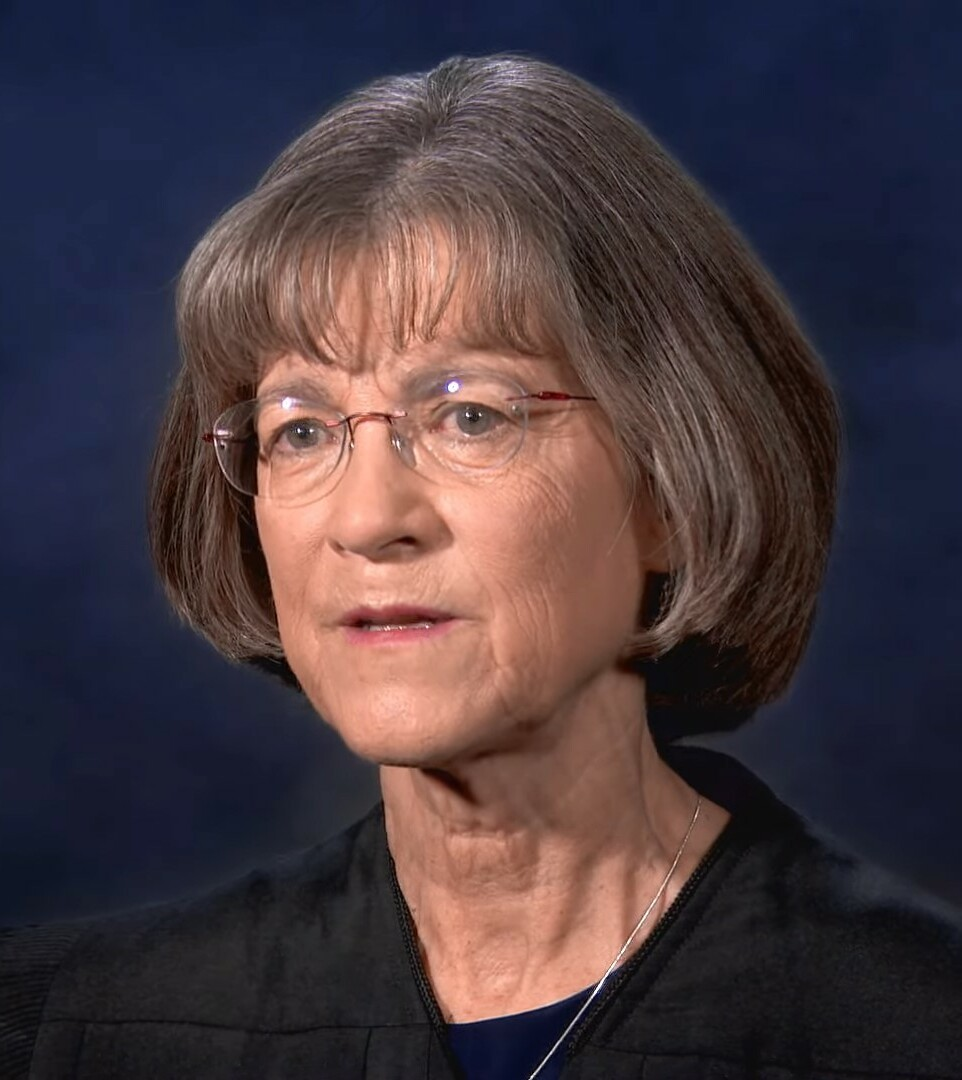
La jueza Catherine D. Perry del Distrito Este de Missouri (fotografiada en 2021) presidió.

El 24 de mayo de 2011, la jueza Catherine D. Perry rechazó la solicitud de Whitmill de prohibir el estreno de la película, citando un posible pago de $ 100 millones en daños a Warner Bros. e interrupción de negocios relacionados. Sin embargo, descubrió que Whitmill tenía «una gran probabilidad de éxito» en su reclamo de derechos de autor y caracterizó a la mayor parte de Warner Bros. argumentos como «simplemente tontos», diciendo «Por supuesto que los tatuajes pueden tener derechos de autor. No creo que haya ninguna disputa razonable sobre eso». También describió el tatuaje usado en la película como «una copia exacta» en lugar de una parodia. El 6 de junio, Warner Bros. le dijo a la corte que, en caso de que la disputa no se resolviera, alteraría la apariencia del tatuaje en el estreno en medios domésticos de la película; el 20 de junio anunció un acuerdo con Whitmill bajo términos no revelados.
Muchos maoríes se opusieron a que Whitmill demandara por infracción de derechos de autor cuando, en su opinión, la obra se apropiaba del moko. Ngahuia Te Awekotuku, un experto en tatuajes maoríes, le dijo a The New Zealand Herald que «es asombroso que un tatuador pakeha que inscribe la carne de un afroestadounidense con lo que él considera un diseño maorí tenga el descaro de reclamar ... ese diseño como su propiedad intelectual», y acusó a Whitmill de «nunca consultar con maoríes» y de haber «robado el diseño». Algunos artistas tā moko diferían, viéndolo no como apropiado de moko sino más bien un híbrido de varios estilos de tatuaje; Rangi Kipa no vio elementos maoríes en absoluto. La perspectiva de aquellos como Te Awekotuku destaca el conflicto entre la concepción maorí de tā moko —que reflejan la genealogía de una persona— como propiedad colectiva y la visión angloestadounidense de los derechos de autor como pertenecientes a una sola persona. Si bien Warner Bros. inicialmente dijo que investigaría si el tatuaje era un derivado de alguna obra maorí, no hubo más discusión sobre el asunto antes de la resolución del caso.

### Citas
1. ↑  Hoffer, 1998, p. 36: "Of his prison belongings, the only things that returned home to Ohio with him were more than 20 banana boxes full of books—Voltaire, Maya Angelou, Machiavelli, Alexandre Dumas." [«De sus pertenencias en la prisión, las únicas cosas que regresaron a Ohio con él fueron más de 20 cajas de plátanos llenas de libros: Voltaire, Maya Angelou, Maquiavelo, Alejandro Dumas».] Cashmore, 2005, pp. 91, 242: "a newfound appetite for reading literature. Diverse literature too: from the works of Tolstoy to that of Mao Zedong, the latter the inspiration for a new tattoo." [«un nuevo apetito por la lectura de literatura. Literatura diversa también: desde las obras de Tolstoi hasta las de Mao Zedong, esta última la inspiración para un nuevo tatuaje»].
2. 1 2 3  Connell y Sullivan, 2022.
3. ↑  Early, 1996, p. 59. Early dice que Ashe era, según Tyson, «un hombre que [a Tyson] no le hubiera gustado personalmente». En Connell y Sullivan, 2022, Tyson describe el respeto y la afinidad que siente por Ashe.
4. ↑  
Hoffer, 1998; Roche, 2020.
5. ↑  Early, 1996, p. 59.
6. 1 2  Toback, 2008, 58:51.
7. ↑  Cambre, 2012, p. 84.
8. ↑  Williams, 1999.
9. ↑  Chicago Tribune, 2006.
10. ↑  
Reuters, 2003, 2:37; Toback, 2008, 59:32; Bensinger, 2016, 0:22.
11. ↑  
Toback, 2008; Inked, 2020.
12. ↑  
Bensinger, 2016.
13. ↑  Zhitny, Iftekhar y Sombilon, 2021, p. 79.
14. ↑  Hadley, 2019, p. 401. "In Māori culture, facial moko is a privilege reserved for respected cultural insiders, and it represents and embodies the wearer's sacred genealogy and social status." [«En la cultura maorí, el moko facial es un privilegio reservado para los miembros de la cultura respetados, y representa y encarna la genealogía sagrada y el estatus social del usuario»].
15. 1 2  Hadley, 2019, p. 402.
16. ↑  
Toback, 2008; Tan, 2013.
17. 1 2  Hadley, 2019, p. 401.
18. ↑  Bensinger, 2016, 0:52.
19. ↑  
Glier, 2003a; Glier, 2003b.
20. ↑  AP, 2003.
21. ↑  
Anderson, 2003; Rea, 2009; Choi, 2012; Hadley, 2019.
22. 1 2  Carmen, Guitar y Dillon, 2012, p. 141.
23. ↑  Tan, 2013, p. 64.
24. 1 2  
Cummings, 2013; Grassi, 2016.
25. ↑  Cummings, 2013, p. 280, citando a Whitmill complaint, 2011, p. 1.
26. ↑  Whitmill complaint, 2011, p. 1.
27. ↑  Cummings, 2013, p. 281, citando a Whitmill answer, 2011, p. 8.
28. ↑  Cummings, 2013, p. 281.
29. 1 2  McNary, 2011.
30. ↑  Labreque, 2011, citando a Whitmill memo in opposition, 2011
31. ↑  Belloni, 2011.
32. ↑  Tan, 2013, p. 66, citando a NZ Herald, 2011. Puntos suspensivos originales del Herald.
33. ↑  NZ Herald, 2011.
34. ↑  Hadley, 2019, pp. 402–403.
35. ↑  
Tan, 2013; Hadley, 2019.